# Urlați
Urlați è una città della Romania di 11 430 abitanti, ubicata nel distretto di Prahova, nella regione storica della Muntenia.
Fanno parte dell'area amministrativa anche le località di Arioneștii Noi, Arioneștii Vechi, Cherba, Jercălăi, Mărunțiș, Orzoaia de Jos, Orzoaia de Sus, Schiau, Ulmi, Valea Bobului, Valea Crângului, Valea Mieilor, Valea Nucetului, Valea Pietrei, Valea Seman e Valea Urloii.
Confina a nord con Iordacheanu, a sud con Albesti-Paleologu, a est con Ceptura e ovest con Valea-Calugareasca. La zona in cui è situata Urlați è favorevole per lo sviluppo del settore agricolo e alla coltivazione della vite. Il centro abitato è lambito a nord dal 45º parallelo, la linea equidistante fra il Polo nord e l'Equatore.